# Jacopo Bassano
Jacopo Bassano, właśc. Dal Ponte, również Jacopo da Ponte, (ur. 1515, zm. 13 lutego 1592) – włoski malarz renesansowy urodzony w Bassano del Grappa koło Wenecji w prowincji Vicenza. Od nazwy miejscowości przybrał swoje nazwisko artystyczne.

## Twórczość
Jacopo Bassano był synem innego włoskiego malarza Francesco da Ponte, od którego przejął niektóre techniki malarskie związane głównie z przedstawianiem postaci religijnych. Po odejściu z pracowni ojca, skierował się ku manieryzmowi, wzorując się na Pordenone i Parmigianinie. Szkolił się również w pracowni Bonifacio Veronese. Styl tego mistrza widoczny jest na jego pierwszych obrazach – ostre linie, czyste kolory i krągłe, wyraziste formy. W latach sześćdziesiątych XVI wieku malował obrazy monumentalne i wyraziste. Wprowadził nowe rozwiązania malarskie w przedstawianiu scen biblijnych, które przepełnione są elementami pasterskimi na tle bujnego krajobrazu. Jego obrazy wyróżniały się realizmem, żywymi kolorami i dużą ilością szczegółów narracyjnych.
Swoje dzieła tworzył w Wenecji, gdzie studiował dzieła Tycjana i Tintoretta, stając się obok nich najwybitniejszym twórcą nokturnów, oraz w ośrodkach północno-wschodniego regionu Wenecji Euganejskiej. Malował głównie obrazy rodzajowe o tematyce wiejskiej i religijnej z motywami wiejskimi i pasterskimi – Pokłon pasterzy (Musee des beaux Arts w Chambéry), Wypędzenie przekupniów ze świątyni (1568–1569 Prado, Madryt). Malował również sceny mitologiczne i portrety. Założył pracownię warsztatu malarskiego, w której pracowali jego czterej synowie Francesco Bassano (1549–1592), Girolamo (1566–1621), Giovanni Battista (1553–1613) i Leandro (1557–1622). W połowie XVI wieku namalował serię obrazów ołtarzowych w Bassano, Treviso, Padwie i Belluno.

## Wybrane obrazy
| Obraz                                                       | Data              | Kolekcja                                           | Grafika |  |
| ----------------------------------------------------------- | ----------------- | -------------------------------------------------- | ------- |  |
| Wieczerza w Emaus olej na płótnie 102x144 cm                | 1537–1538         | Cittadella                                         |         |  |
| Chrystus dźwigający krzyż olej na płótnie 94 x 114 cm       | 1550–1555         | Muzeum Sztuk Pięknych w Budapeszcie                |         |  |
| Ostatnia wieczerza olej na płótnie 168 × 270 cm             | 1546              | Galeria Borghese, Rzym                             |         |  |
| Trzej magowie olej na desce 92,3 x 117,5 cm                 | 1560–1565         | Muzeum Historii Sztuki w Wiedniu                   |         |  |
| Święty Hieronim olej na płótnie 119 x 154 cm                | ok. 1560          | Gallerie dell’Accademia, Wenecja                   |         |  |
| Ścięcie św. Jana Chrzciciela olej na płótnie, 132 × 127 cm  | II poł. XVI wieku | Statens Museum for Kunst, Kopenhaga                |         |  |
| Pokłon Trzech Króli olej na płótnie 183 × 236 cm            | II poł. XVI wieku | National Gallery of Scotland, Edynburg             |         |  |
| Budowa Arki Noego olej na płótnie                           | II poł. XVI wieku | Musée des Beaux-Arts, Marsylia                     |         |  |
| Scena pasterska olej na płótnie 138,5 × 127,5 cm            | II poł. XVI wieku | Museum Luwr                                        |         |  |
| Juda i Tamara olej na płótnie                               | II poł. XVI wieku | Musée Fabre, Montpellier                           |         |  |
| Mojżesz wydobywa wodę ze skały olej na płótnie 102 × 121 cm | II poł. XVI wieku | Museum Luwr                                        |         |  |
| Ofiara Noego olej na płótnie                                | 1574              | Staatliche Schlösser und Gärten, Poczdam-Sanssouci |         |  |
| Pokłon pasterzy olej na płótnie 134 x 188 cm                | 1580–1590         | São Paulo Museum of Art, São Paulo                 |         |  |